# Néstor Ortiz
Néstor Ortiz Mena (* 20. September 1968 in Turbo) ist ein ehemaliger kolumbianischer Fußballspieler, der auf der Position des linken Außenverteidigers spielte. Er wurde in acht Länderspielen eingesetzt und nahm an der Fußball-Weltmeisterschaft 1994 teil.

## Karriere

### Verein
Ortiz begann seine Profikarriere 1989 bei Once Caldas, wo er bis 1996 spielte. Anschließend war er bei verschiedenen kolumbianischen Vereinen aktiv, darunter Deportes Tolima, Millonarios, Deportivo Pasto und Santa Fe. Ab 2003 setzte er seine Karriere in Venezuela fort, zunächst bei Carabobo FC und später bei Deportivo Anzoátegui, wo er 2007 seine aktive Laufbahn beendete.

### Nationalmannschaft
Zwischen 1994 und 1996 absolvierte Ortiz acht Länderspiele für die Nationalmannschaft Kolumbiens. Er gehörte zum Kader bei der Fußball-Weltmeisterschaft 1994, kam jedoch während des Turniers nicht zum Einsatz. Sein Debüt gab der Abwehrspieler im April 1994 beim Freundschaftsspiel gegen Bolivien und spielte rund zwei Jahre später sein letztes Länderspiel beim Freundschaftsspiel gegen Schottland.